# تتسویا کومورو
تتسویا کومورو (انگلیسی: Tetsuya Komuro؛ زادهٔ ۲۷ نوامبر ۱۹۵۸) خواننده، خواننده-ترانه‌پرداز، آهنگساز، تهیه‌کننده موسیقی، و گیتارنواز اهل ژاپن است.